# Nagroda literacka Rady Nordyckiej

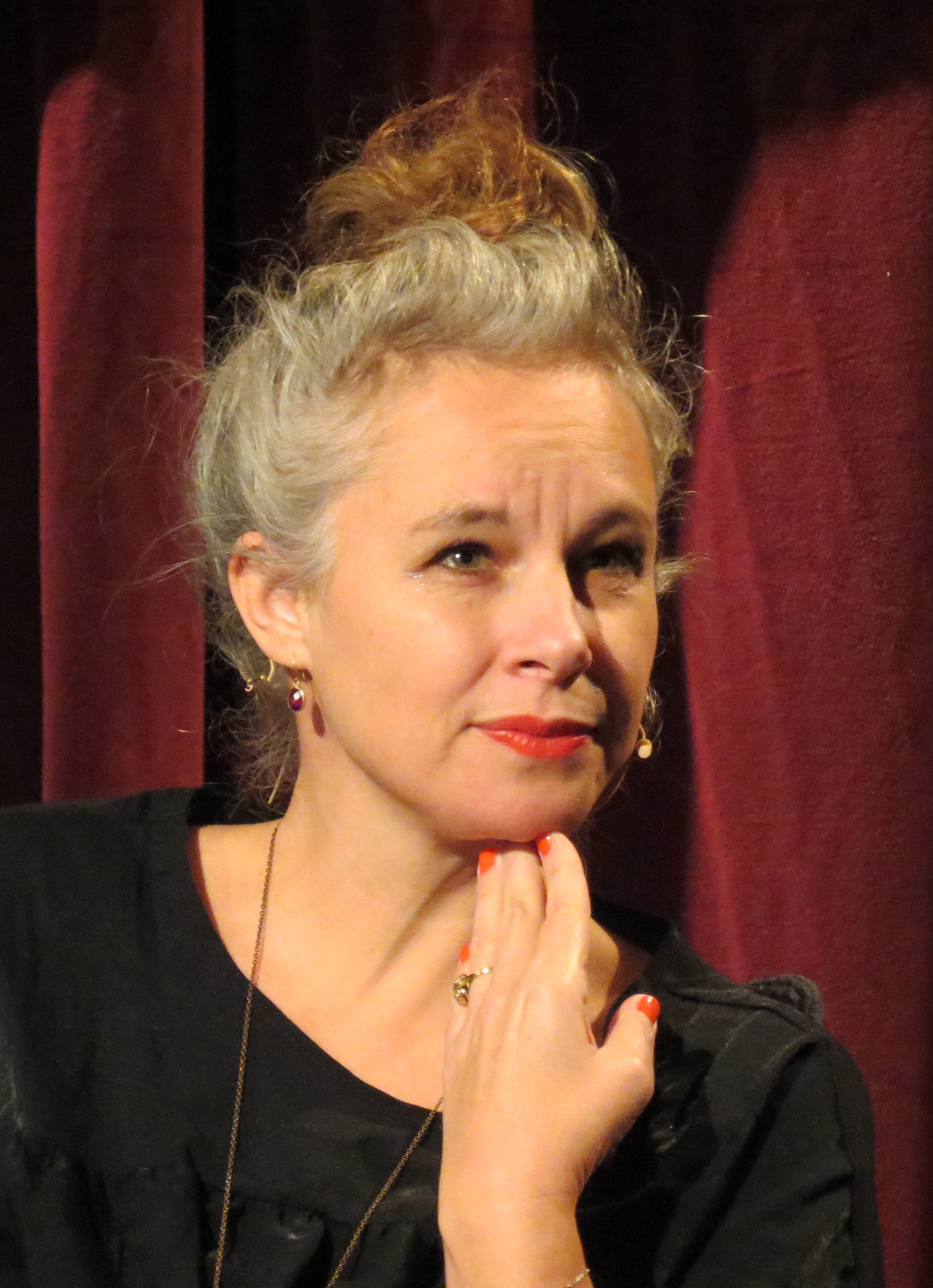
Sara Stridsberg, laureatka nagrody w 2007 roku

Nagroda literacka Rady Nordyckiej – nagroda literacka przyznawana corocznie od 1962 przez rządy Radę Nordycką. Nagrodę otrzymuje dzieło literackie napisane w dowolnym języku krajów nordyckich (niekoniecznie w skandynawskim), do tej pory uhonorowane były zarówno powieści, jaki zbiory poezji, dramatów, esejów czy opowiadań.
Celem inicjatywy jest zwiększenie zainteresowania literaturą i językiem krajów nordyckich oraz zacieśnienie współpracy kulturalnej.

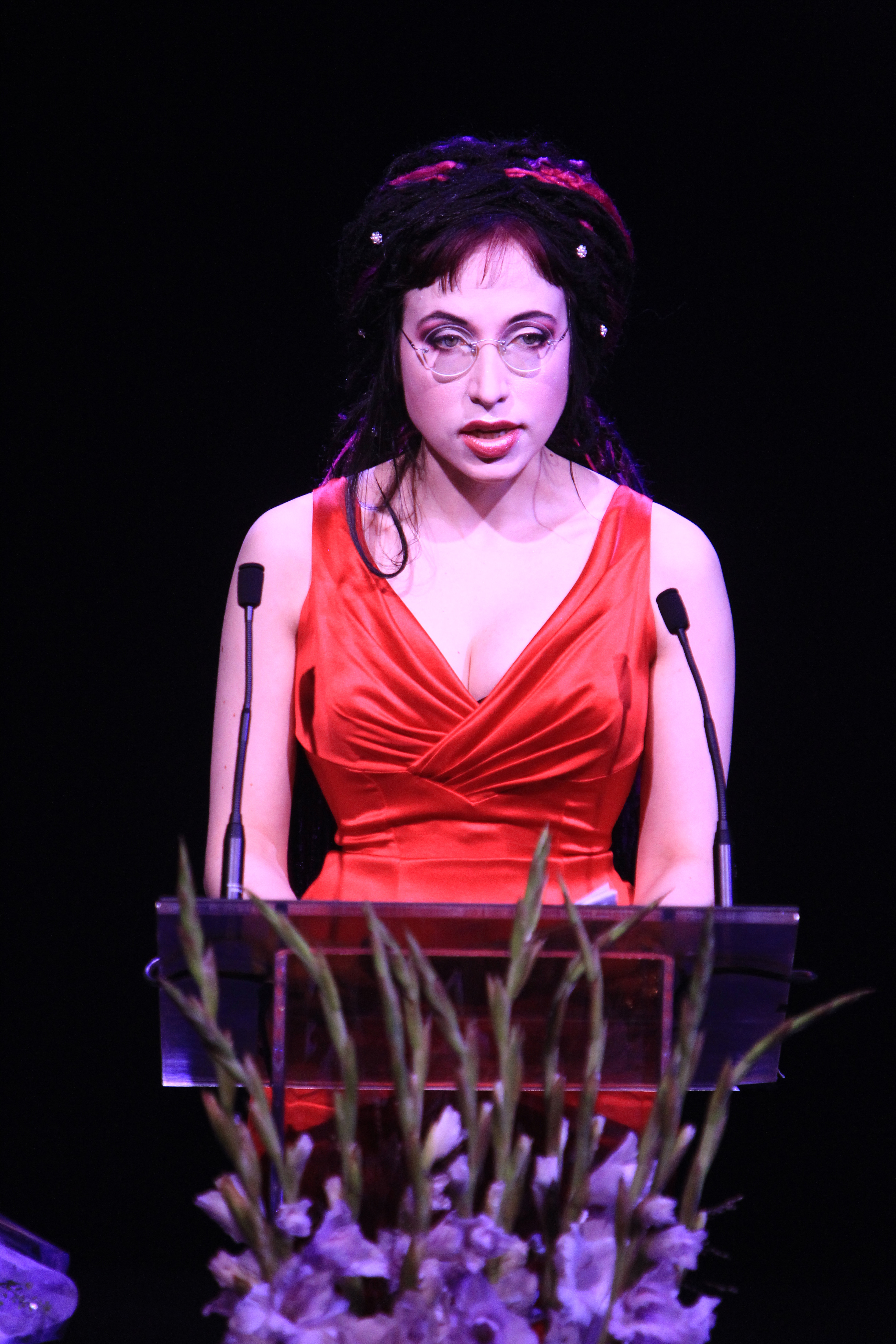
Sofi Oksanen, laureatka nagrody w 2010 roku

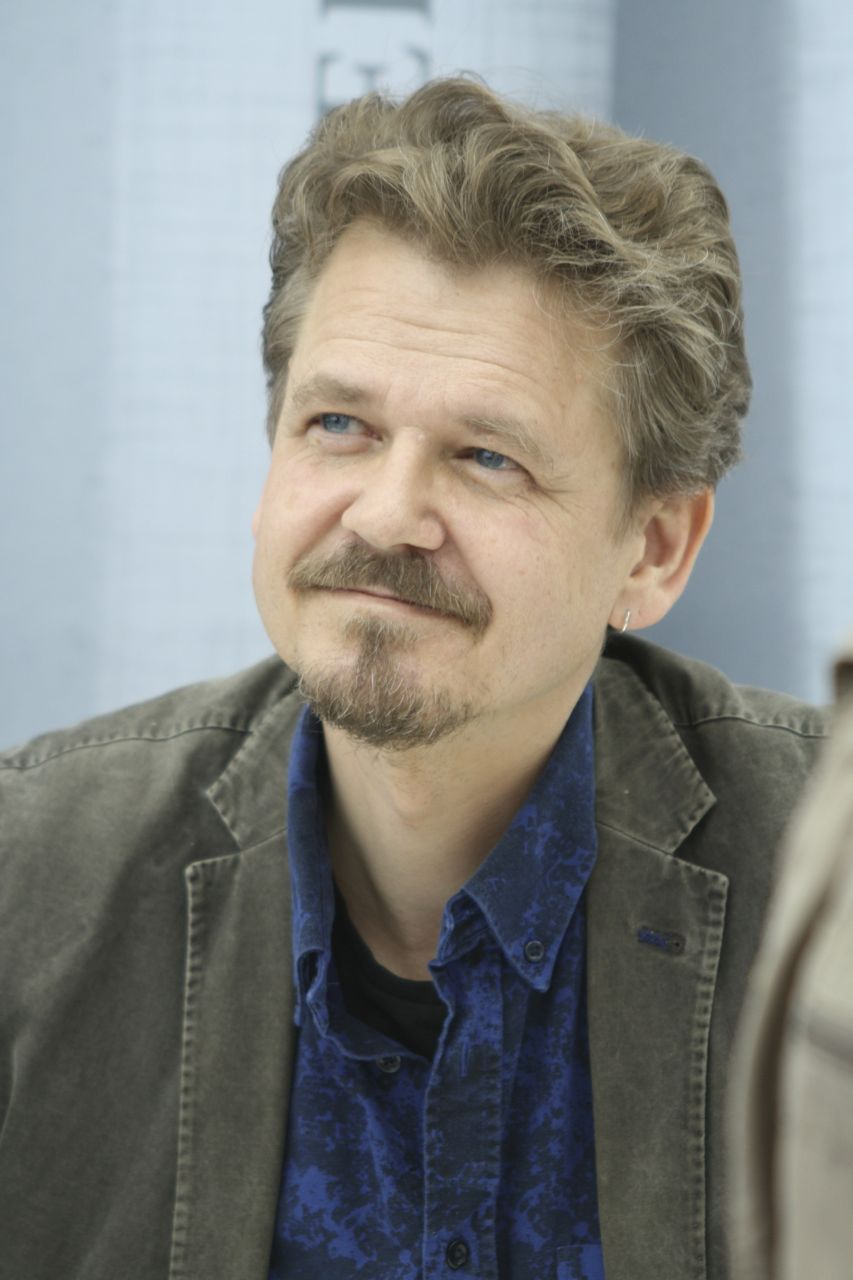
Kim Leine, laureat nagrody w 2013 roku

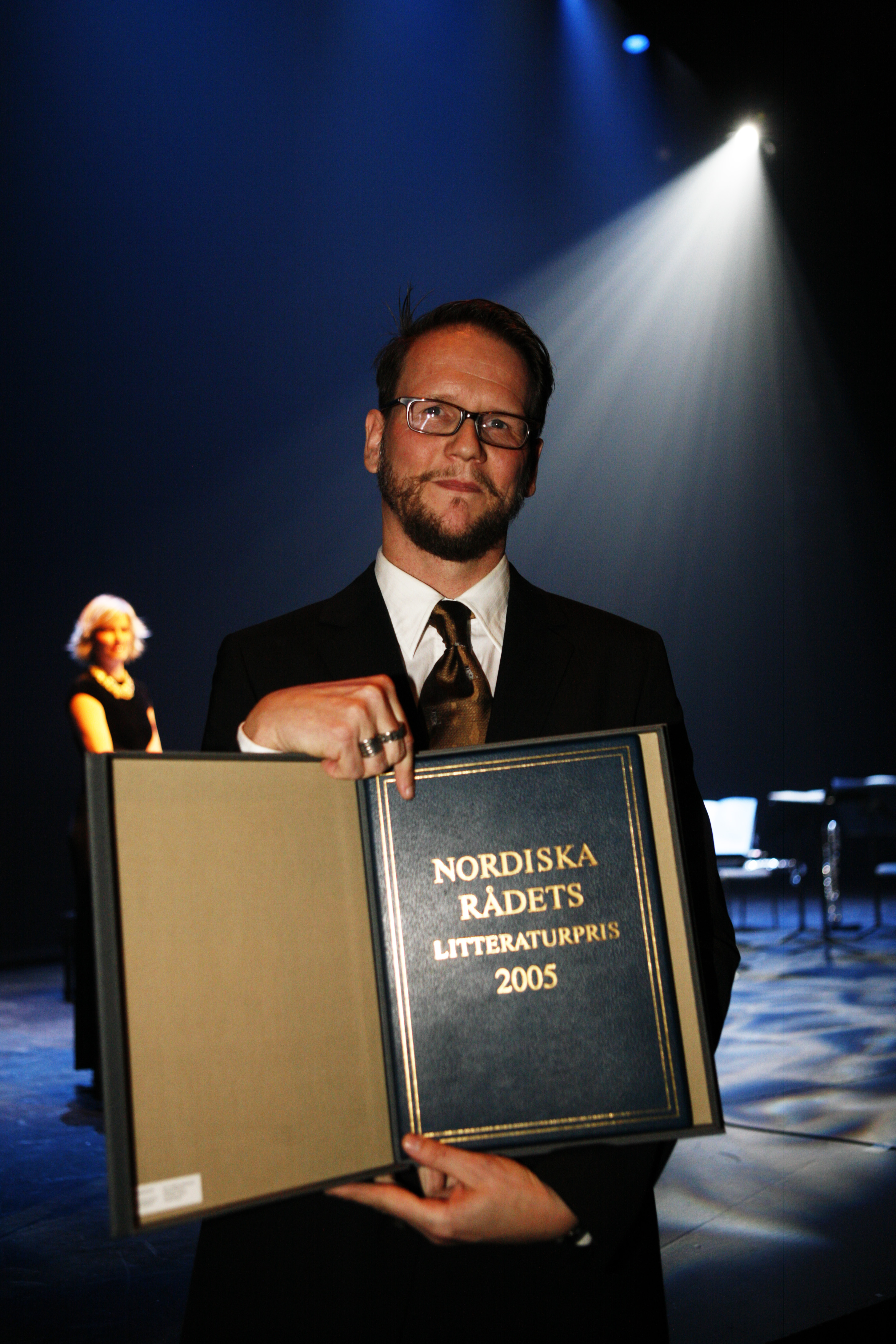
Sjón, laureat nagrody w 2005 roku

W 1962 roku wysokość nagrody wynosiła 50.000 DKK, w 1995 roku wzrosła ona do 350.000 DKK.

## Laureaci nagrody
| Rok  | Autor                    | Kraj        | Tytuł oryginalny                                           | Wydanie polskie                                          |
| ---- | ------------------------ | ----------- | ---------------------------------------------------------- | -------------------------------------------------------- |
| 2022 | Solvej Balle             | Dania       | Om udregning af rumfang I, II och III                      |                                                          |
| 2021 | Niviaq Korneliussen      | Grenlandia  | Naasuliardarpi                                             | Dolina Kwiatów, Wołowiec 2022                            |
| 2020 | Monika Fagerholm         | Finlandia   | Vem dödade bambi?                                          |                                                          |
| 2019 | Jonas Eika               | Dania       | Efter Solen                                                |                                                          |
| 2018 | Auður Ava Ólafsdóttir    | Islandia    | Ör                                                         | Blizna, Poznań 2020                                      |
| 2017 | Kirsten Thorup           | Dania       | Erindring om kærligheden                                   |                                                          |
| 2016 | Katarina Frostenson      | Szwecja     | Sånger og formler                                          |                                                          |
| 2015 | Jan Fosse                | Norwegia    | Andvake, Olavs draumar, Kveldsvævd                         |                                                          |
| 2014 | Kjell Westö              | Finlandia   | Hägring 38                                                 |                                                          |
| 2013 | Kim Leine                | Norwegia    | Profeterne i Evighedsfjorden                               | Prorocy znad Fiordu Wieczności, Warszawa, 2016           |
| 2012 | Merethe Lindstrøm        | Dania       | Dager i stillhetens historie                               |                                                          |
| 2011 | Gyrðir Elíasson          | Islandia    | Milli trjánna                                              |                                                          |
| 2010 | Sofi Oksanen             | Finlandia   | Puhdistus                                                  | Oczyszczenie, Warszawa, 2010                             |
| 2009 | Per Petterson            | Norwegia    | Jeg forbanner tidens elv                                   | Przeklinam rzekę czasu, Warszawa, 2009                   |
| 2008 | Naja Marie Aidt          | Dania       | Bavian                                                     |                                                          |
| 2007 | Sara Stridsberg          | Szwecja     | Drömfakulteten                                             | Fakultet marzeń, Warszawa 2009                           |
| 2006 | Göran Sonnevi            | Szwecja     | Oceanen                                                    |                                                          |
| 2005 | Sjón                     | Islandia    | Skugga-Baldur                                              | Skugga Baldur. Opowieść islandzka, Gdańsk 2009           |
| 2004 | Kari Hotakainen          | Finlandia   | Juoksuhaudantie                                            |                                                          |
| 2003 | Eva Ström                | Szwecja     | Revbensstäderna                                            |                                                          |
| 2002 | Lars Saabye Christensen  | Norwegia    | Halvbroren                                                 | Półbrat, Warszawa 2004                                   |
| 2001 | Jan Kjærstad             | Norwegia    | Opdageren                                                  |                                                          |
| 2000 | Henrik Nordbrandt        | Dania       | Drømmebroer                                                |                                                          |
| 1999 | Pia Tafdrup              | Dania       | Dronningeporten                                            |                                                          |
| 1998 | Tua Forsström            | Finlandia   | Efter att ha tilbringat natt bland hästar                  |                                                          |
| 1997 | Dorrit Willumsen         | Dania       | Bang                                                       |                                                          |
| 1996 | Øystein Lønn             | Norwegia    | Hva skal vi gjøre idag og andre noveller                   |                                                          |
| 1995 | Einar Már Guðmundsson    | Islandia    | Englar alheimsins                                          |                                                          |
| 1994 | Kerstin Ekman            | Szwecja     | Händelser vid vatten                                       | Czarna woda, Warszawa 1997                               |
| 1993 | Peer Hultberg            | Dania       | Byen og verden.                                            |                                                          |
| 1992 | Friða Á. Sigurðardóttir  | Islandia    | Meðan nóttin líður                                         |                                                          |
| 1991 | Nils-Aslak Valkeapää     | Finlandia   | Beaivi, Áhčážan                                            |                                                          |
| 1990 | Tomas Tranströmer        | Szwecja     | För levande och döda                                       | Dziki rynek: Żywym i umarłym, Kraków 1989                |
| 1989 | Dag Solstad              | Norwegia    | Roman 1987                                                 |                                                          |
| 1988 | Thor Vilhjálmsson        | Islandia    | Grámosinn glóir                                            |                                                          |
| 1987 | Herbjørg Wassmo          | Norwegia    | Hudløs himmel                                              |                                                          |
| 1986 | Rói R. Patursson         | Wyspy Owcze | Líkasum                                                    |                                                          |
| 1985 | Antti Tuuri              | Finlandia   | Pohjanmaa                                                  |                                                          |
| 1984 | Göran Tunström           | Szwecja     | Juloratoriet                                               | Oratorium na Boże Narodzenie, Kraków 1997                |
| 1983 | Peter Seeberg            | Dania       | Om fjorten dage                                            |                                                          |
| 1982 | Sven Delblanc            | Szwecja     | Samuels Bok                                                |                                                          |
| 1981 | Snorri Hjartarson        | Islandia    | Iceland: Hauströkkrið yfir mér                             |                                                          |
| 1980 | Sara Lidman              | Szwecja     | Vredens barn                                               |                                                          |
| 1979 | Ivar Lo-Johansson        | Szwecja     | Pubertet                                                   |                                                          |
| 1978 | Kjartan Fløgstad         | Norwegia    | Dalen Portland                                             |                                                          |
| 1977 | Bo Carpelan              | Finlandia   | I de mörka rummen, i de ljusa                              |                                                          |
| 1976 | Ólafur Jóhann Sigurðsson | Islandia    | Að laufferjum i Að brunnum                                 |                                                          |
| 1975 | Hannu Salama             | Finlandia   | Siinä näkijä missä tekijä                                  |                                                          |
| 1974 | Villy Sørensen           | Dania       | Uden mål - og med                                          |                                                          |
| 1973 | Veijo Meri               | Finlandia   | Kersantin poika                                            |                                                          |
| 1972 | Karl Vennberg            | Szwecja     | Sju ord på tunnelbanan                                     |                                                          |
| 1971 | Thorkild Hansen          | Dania       | Trylogia Slavernes kyst, Slavernes skibe and Slavernes øer |                                                          |
| 1970 | Klaus Rifbjerg           | Dania       | Anna (jeg) Anna.                                           |                                                          |
| 1969 | Per Olov Enquist         | Szwecja     | Legionärerna                                               |                                                          |
| 1968 | Per Olof Sundman         | Szwecja     | Ingenjör Andrées luftfärd                                  | Podróż napowietrzna pana inżyniera Andrée, Warszawa 1979 |
| 1967 | Johan Borgen             | Norwegia    | Nye Noveller                                               |                                                          |
| 1966 | Gunnar Ekelöf            | Szwecja     | Dîwân över fursten av Emgión                               |                                                          |
| 1965 | William Heinesen         | Wyspy Owcze | Det gode håb                                               | Wyspy dobrej nadziei, Warszawa 1974                      |
| 1965 | Olof Lagercrantz         | Szwecja     | Från helvetet till paradiset                               | Od piekieł do raju, Warszawa 1970                        |
| 1964 | Tarjei Vesaas            | Norwegia    | Is-slottet                                                 | Pałac lodowy, Warszawa 1969                              |
| 1963 | Väinö Linna              | Finlandia   | Täällä Pohjantähden alla III                               | Tu, pod Gwiazdą Polarną, Poznań 1974                     |
| 1962 | Eyvind Johnson           | Szwecja     | Hans nådes tid                                             | Czasy jego wysokości, Poznań 1976                        |